# سياما براساد موخيرجي
سياما براساد موخيرجي (6 يوليو 1901 – 23 يونيو 1953). كان محامٍ وسياسيًا وأكاديميًا هنديًا، شغل منصب أول وزير للصناعة والتموين (المعروفة اليوم باسم وزارة التجارة والصناعة) في حكومة جواهرلال نهرو. بعد خلافه مع نهرو، احتجاجًا على ميثاق نهرو ـ لياقات (ميثاق دلهي)، استقال موخيرجي من حكومة نهرو. بمساندة من راشتريا سوايامسيفاك سانغ، أسس في عام 1951 حزب بهاراتيا جانا سانغ، سلف حزب بهاراتيا جاناتا.
شغل منصب رئيس أخيل بهاراتيا هندو مهاسابها في الفترة بين عامي 1943 و1946. ألقت شرطة شامو وكشمير القبض عليه في عام 1953 عندما حاول عبور حدود الولاية. شخصت إصابته بنوبة قلبية ونقل إلى المستشفى لكنه توفي بعد ذلك بيوم. بما أن حزب بهاراتيا جاناتا هو خليفة حزب بهاراتيا جانا سانغ، فإن أعضاء حزب بهاراتيا جاناتا يعتبرون موخيرجي أيضًا مؤسسه.

## نشأته ومسيرته الأكاديمية
ولد سياما براساد موخيرجي لأسرة من البغال البراهمين في 6 يوليو 1901 في كلكتا. تحدرت أصول أسرته من جرات، مقاطعة هولي، البنغال الغربية. ولد جده غانغا براساد موخيرجي في جرات، وكان أول من جاء إلى كلكتا واستقر فيها.
والد سياما براساد هو أشوتوش موخيرجي، قاض في محكمة كلكتا العليا، البنغال، وكان أيضًا نائب رئيس جامعة كلكتا. كانت والدته جوغامايا ديفي موخيرجي. كان طالبًا مقدرًا وجاء إلى كلكتا للدراسة في كلية الطب بمساعدة أثرياء جرات. لاحقًا، استقر في منطقة بوانيبور في كلكتا.
التحق بمعهد ميترا في بهاوانيبور في عام 1906. وصف أساتذته سلوكه في المدرسة لاحقًا بصورة إيجابية. في عام 1914، اجتاز امتحان القبول والتحق بجامعة بريزيدنسي. كان في المركز السابع عشر في امتحان الثانوية سنة 1916، وتخرج في اللغة الإنجليزية، وحصل على المرتبة الأولى في عام 1921. تزوج من سدها ديفي في 16 أبريل 1922. أكمل موخيرجي دراسة ماجستير في اللغة البنغالية، وصنف في المرتبة الأولى في عام 1923. أصبح أيضًا زميلًا للمجلس الأعلى للجامعة في عام 1923، وأكمل شهادة بكالوريوس في القانون سنة 1924.
التحق كمحام في محكمة كلكتا العليا في عام 1924، وهي نفس السنة التي توفي فيها والده. وبعد ذلك، غادر إلى إنجلترا في سنة 1926 ليدرس في جمعية لنكولن، واستدعي إلى نقابة المحامين الإنجليزية في السنة نفسها. في عام 1934، أصبح أصغر نائب لرئيس جامعة كلكتا، وشغل ذلك المنصب حتى عام 1938. خلال فترة عمله نائبًا لرئيس لرئيس الجامعة، ألقى رابيندراناث تاغور خطاب المؤتمر الجامعي في البنغالية لأول مرة، وطرحت اللغة الهندية المحلية موضوعًا لإجراء الامتحان الأعلى. في 10 سبتمبر 1938، قرر المجلس الأعلى للجامعة منح درجة الدكتوراه في الآداب تكريمًا لنائب رئيس الجامعة الأسبق «بسبب منصبه الرفيع وتحصيله، ولكونه شخصًا مستحقًا الحصول هذه الدرجة». حصل موخيرجي على درجة الدكتوراه في الآداب في 26 نوفمبر 1938. كان أيضًا الرئيس الخامس عشر لرابطة الجامعات الهندية خلال الفترة بين عامي 1941 و1942.

## مسيرته السياسية قبل الاستقلال
بدأ مسيرته السياسية في عام 1929، عندما دخل المجلس التشريعي البنغالي مرشحًا عن حزب المؤتمر الوطني الهندي ممثلًا جامعة كلكتا. إلا أنه استقال السنة التالية عندما قرر حزب المؤتمر الوطني مقاطعة المجلس التشريعي. لاحقًا، تنافس في الانتخابات كمرشح مستقل وانتخب في العام نفسه. في عام 1937، انتخب كمرشح مستقل في الانتخابات التي أوصلت حزب كريشاك براجا إلى السلطة.
شغل منصب وزير مالية مقاطعة البنغال في الفترة بين عامي 1941 و1942 في ظل حكومة الائتلاف التقدمي بقيادة أبو القاسم فضل الحق التي تشكلت في 12 ديسمبر 1941 بعد استقالات حكومة المؤتمر. خلال فترة ولايته، فرضت رقابة على تصريحاته ضد الحكومة، وقيدت تحركاته. أيضًا، منع من زيارة منطقة ميدنابور في عام 1942 عندما تسببت الفيضانات الشديدة في خسائر فادحة في الأرواح والممتلكات. استقال في 20 نوفمبر 1942 متهمًا الحكومة البريطانية بمحاولة التمسك بالهند تحت أي ثمن وانتقد سياساتها القمعية ضد «حركة اتركوا الهند». بعد استقالته، حشد الدعم ونظم الإغاثة بمساعدة جمعية مهابودهي وبعثة راماكريشنا وجمعية الإغاثة الماورية. في عام 1946، انتخب مرة أخرى كمرشح مستقل عن جامعة كلكتا. انتخب عضوًا في الجمعية التأسيسية للهند في السنة نفسها.

### هندو ماهاسابا وحركة الوطن الهندوسي البنغالية
انضم موخيرجي إلى حزب مهسابها الهندوسي في البنغال في عام 1939، وأصبح رئيسه بالوكالة في ذلك العام نفسه. عين رئيسًا عاملًا للمنظمة في عام 1940. في فبراير 1941، قال موخيرجي أمام تجمع هندوسي إنه إذا أراد المسلمون العيش في باكستان، عليهم «حزم أمتعتهم ومغادرة الهند... إلى أي مكان يريدون». مع ذلك، شكل مهسابها الهندوسي أيضًا حكومات ائتلافية مع الرابطة الإسلامية لعموم الهند في السند ومقاطعة الحدود الشمالية الغربية في حين كان موخيرجي زعيمًا لها. انتخب رئيسًا لأخيل بهاراتيا هندو مهاسابها في عام 1943. بقي في هذا المنصب حتى سنة 1946، وأصبح لاكسمان بوباتاكار رئيسًا جديدًا في السنة نفسها.
طالب موخرجي بتقسيم البنغال في عام 1946 لمنع إدراج مناطقها ذات الأغلبية الهندوسية في شرق باكستان ذي الأغلبية المسلمة أذن له اجتماع عقده حزب مهسابها في 15 أبريل 1947 في تاراكيسوار باتخاذ خطوات لضمان تقسيم البنغال في مايو 1947، كتب رسالة إلى اللورد مونتباتن يخبره فيها بوجوب تقسيم البنغال حتى لو لم تكن الهند مقسمة. عارض محاولة فاشلة من أجل اتحاد البنغال واستقلاله في عام 1947 من قبل سارات بوس، شقيق سوفاس شاندرا بوس، وحسين شهيد سوهراواردي، سياسي مسلم بنغالي. أثرت آراؤه بشدة من الإبادة الجماعية في نوخالي في شرق البنغال، حيث ذبحت مجموعات من الرعاع المنتمين للرابطة الإسلامية الهندوس. كان موخيرجي هو من أطلق حركة الوطن الهندوسي البنغالية. تشير الحركة إلى تحرك الشعب الهندوسي البنغالي لتقسيم البنغال في عام 1947 لإنشاء وطن يسمى بنغال الغربية لأنفسهم داخل الاتحاد الهندي، وذلك في أعقاب اقتراح الرابطة الإسلامية وحملتها لإدراج إقليم البنغال بأكمله داخل باكستان، الذي كان من المقرر أن يكون وطنًا لمسلمي الهند البريطانية.

### معارضته حركة اتركوا الهند
بعد القرار الرسمي الذي اتخذه حزب مهسابها الهندوسي بمقاطعة حركة اتركوا الهند، وقرار راشتريا سوايامسيفاك سانغ بعدم المشاركة في الحركة، كتب موخيرجى رسالة إلى السير جون هربرت حاكم البنغال بشأن كيفية الرد على حركة «اتركوا الهند». في هذه الرسالة المؤرخة في 26 يوليو 1942، كتب:
اسمحوا لي الآن بالإشارة إلى الحالة التي قد تنشأ في الإقليم نتيجة لأي تحرك واسع النطاق يشنه المؤتمر. أي فرد يخطط خلال الحرب لإثارة الشعور الجماهيري، بما في دوره أن يؤدي إلى اضطرابات داخلية أو انعدام الأمن، يجب أن تقاومه أي حكومة قد تعمل في الوقت الراهن.